# Carovana

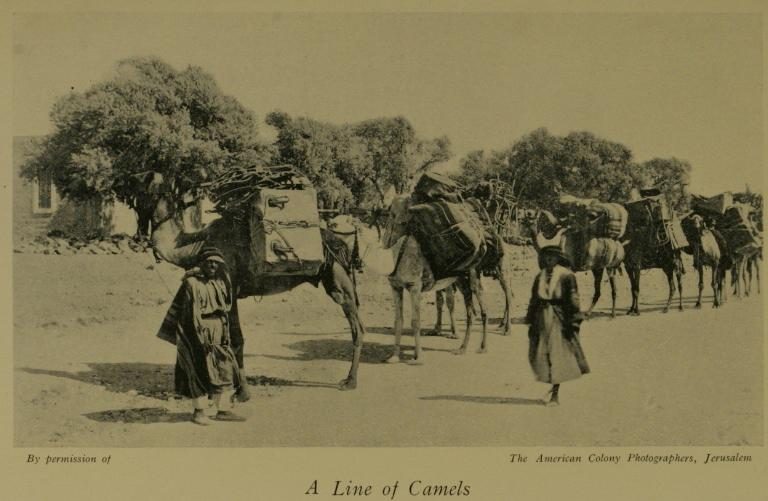
Una carovana dell'inizio del XX secolo

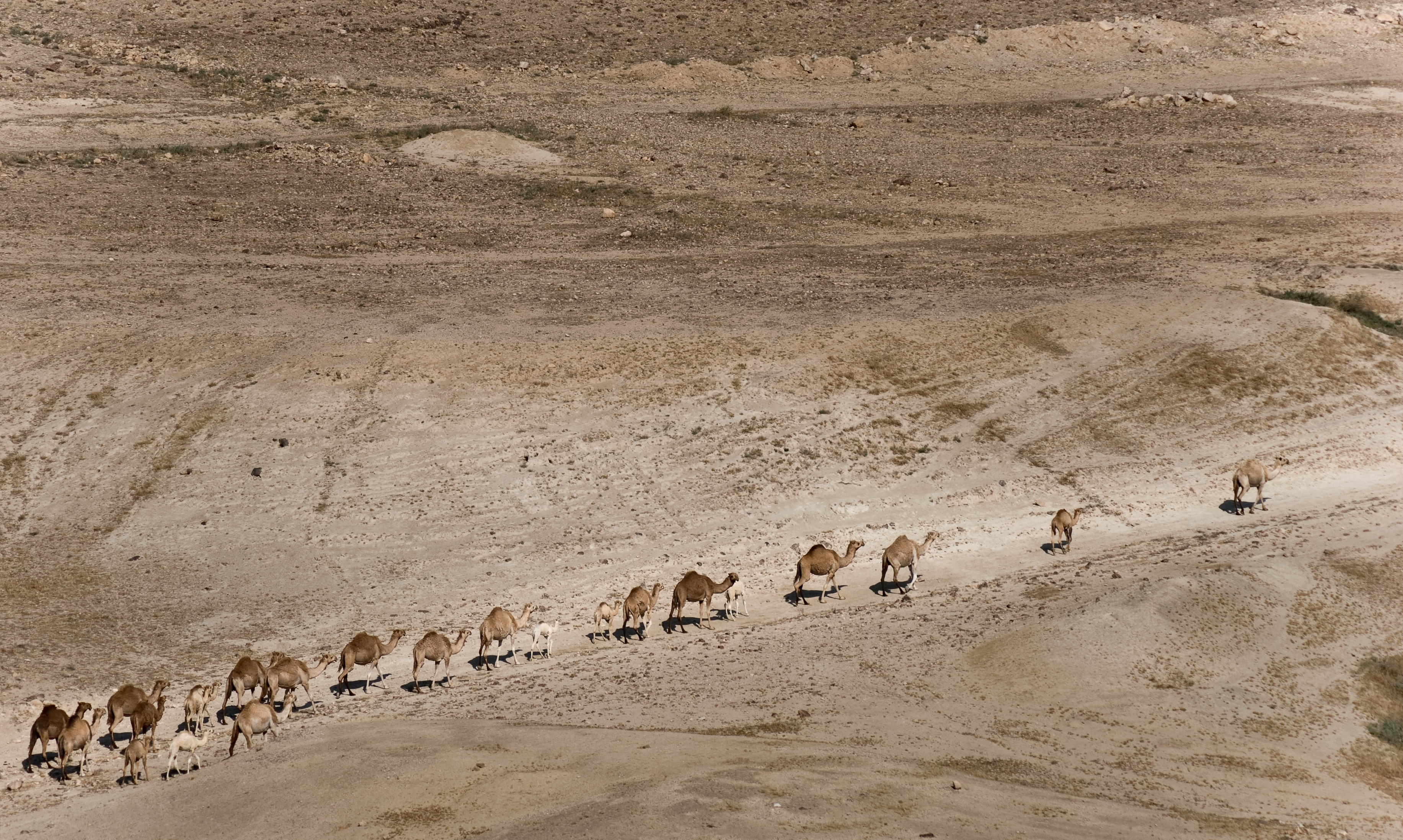
Dromedari nella Valle del Giordano, nella Cisgiordania

Carovana nel Sahara marocchino

La carovana (in persiano کاروان‎, kārvān) è un convoglio costituito da un gran numero di persone e animali da soma; in epoca medievale esse percorrevano la Via della seta fra Asia ed Europa portando spezie ed altre merci di valore; esse facevano tappa in luoghi attrezzati detti caravanserragli. Vi erano poi le carovane composte da cammelli o dromedari arabi finalizzato alla conduzione dei commerci lungo le vie carovaniere attraverso il deserto del Sahara.
Scopo della carovana è quello di attraversare regioni selvagge e pericolose ed il gran numero di partecipanti aiuta a prevenire attacchi da parte di predoni oppure incidenti dovuti alle difficoltà fisiche del luogo.
Nel libro il Milione di Marco Polo sono descritti viaggi di carovane lungo la Via della Seta ed in Estremo Oriente.
Per quel che riguarda le carovane trans-sahariane, le bestie venivano messe ad ingrassare per mesi nelle regioni del Maghreb o del Sahel prima di essere poste a formare una carovana. Secondo Ibn Battuta, il viaggiatore marocchino che durante le sue peregrinazioni visse con i Tuareg e seguì una delle carovane, la dimensione di ognuna di queste era da mille fino anche a 12.000 dromedari. Esse erano condotte da guide berbere che conoscevano tutte le piste del deserto rendendo così sicuro il loro passaggio e proteggendolo dai nomadi che frequentemente facevano razzia delle merci, quando incontravano una carovana sul loro cammino. 
La sopravvivenza di una carovana, non potendo questa trasportare tutto il necessario per il viaggio, faceva affidamento sulle capacità della guida e su una meticolosa coordinazione tra i suoi componenti, che prevedeva anche un sistema di messaggeri mandati avanti nelle oasi, permettendo che l'acqua fosse portata alla carovana quando questa era ancora a giorni di distanza.